# ドナルドの昼寝
『ドナルドの昼寝騒動』（ドナルドのひるねそうどう）または『ドナルドの昼寝』（ドナルドのひるね、原題：Self Control）は、ウォルト・ディズニー・プロダクション（現：ウォルト・ディズニー・カンパニー）が制作したアニメーション短編映画作品。ドナルドダック・シリーズの第4作である。

## あらすじ
ある昼下がり、ハンモックでくつろぐドナルドはラジオの自己抑制をテーマにする番組に興味を示し、ラジオパーソナリティのスマイリー教授から、笑いで怒りを抑える秘訣は「怒りがこみ上げたら笑って10数えること」であることを聞く。眠くなりハンモックで昼寝しようとするドナルドだったが、足に飛んできた虫を追い払おうとしてハンモックから落ちてしまったため激怒。しかし、ラジオからドナルドを諌めるかのごとく「笑って10数えることを忘れないで」の声が聞こえ、ドナルドは怒りを抑えるため早速実践することにする。

## スタッフ
- 監督：ジャック・キング
- 作画：ジャック・ハンナ、ポール・アレン他
- 音楽：オリバー・ウォレス

## キャスト
| キャラクター   | 原語版               | 旧吹き替え版 | 新吹き替え版 |
| -------------- | -------------------- | ------------ | ------------ |
| ドナルドダック | クラレンス・ナッシュ | 関時男       | 山寺宏一     |
| スマイリー教授 | フローレンス・ギル   | ?            | 辻村真人     |

## 日本での公開

### 公開
東京、邦楽座では昭和15年（1940年）3月27日に公開された。同時上映は米・ベルギー合作のドキュメンタリー映画『ダーク・コンゴ』。

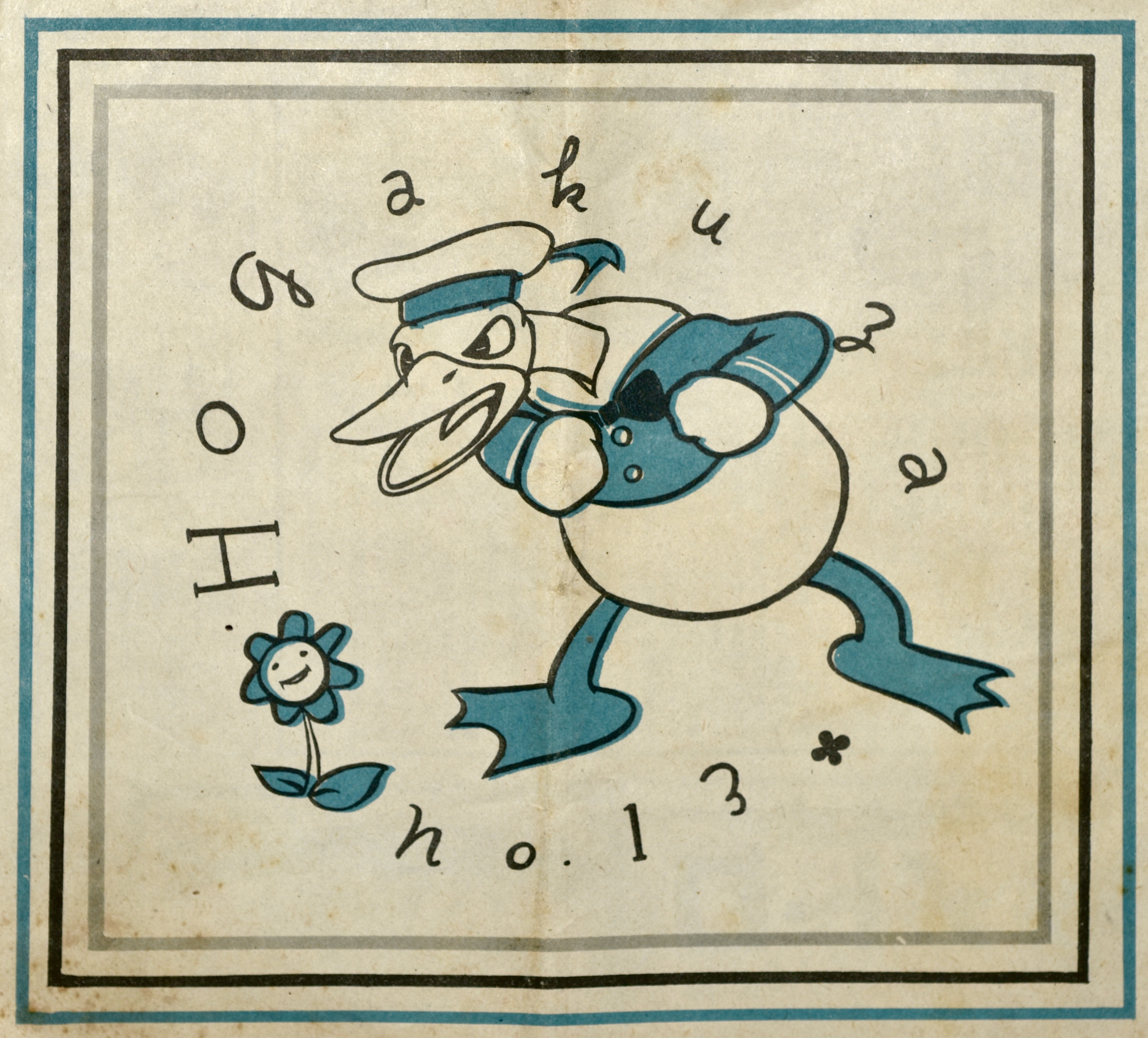
『ドナルドの昼寝』公開時の邦楽座のパンフレット

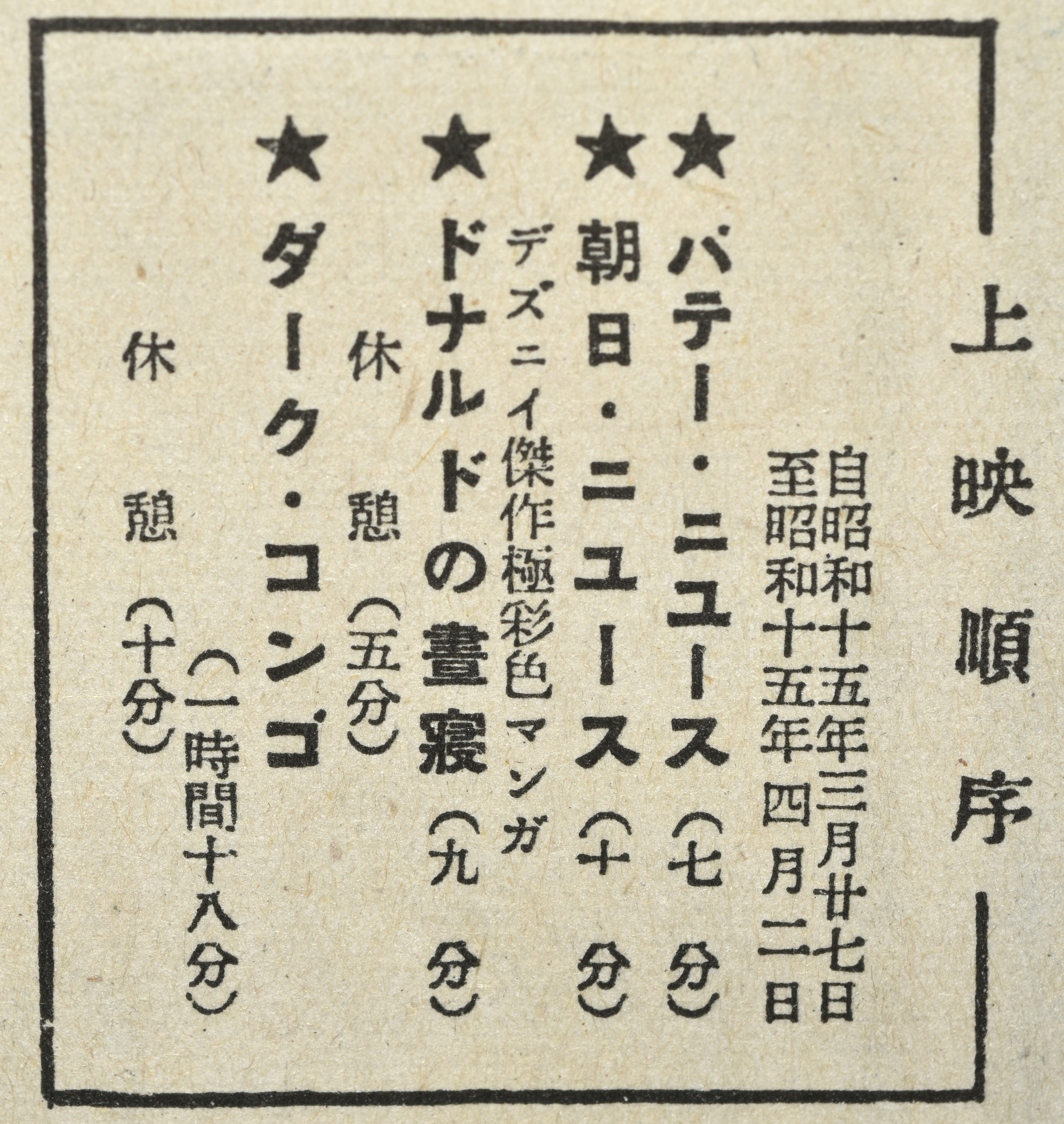
同上パンフレット記載の上映プログラム

### 収録
- 『ドナルドダック・クロニクル Vol.1 限定保存版』（DVD、ブエナ・ビスタ・ホーム・エンターテイメント、新吹き替え版）